# 사이프 사에드 샤힌

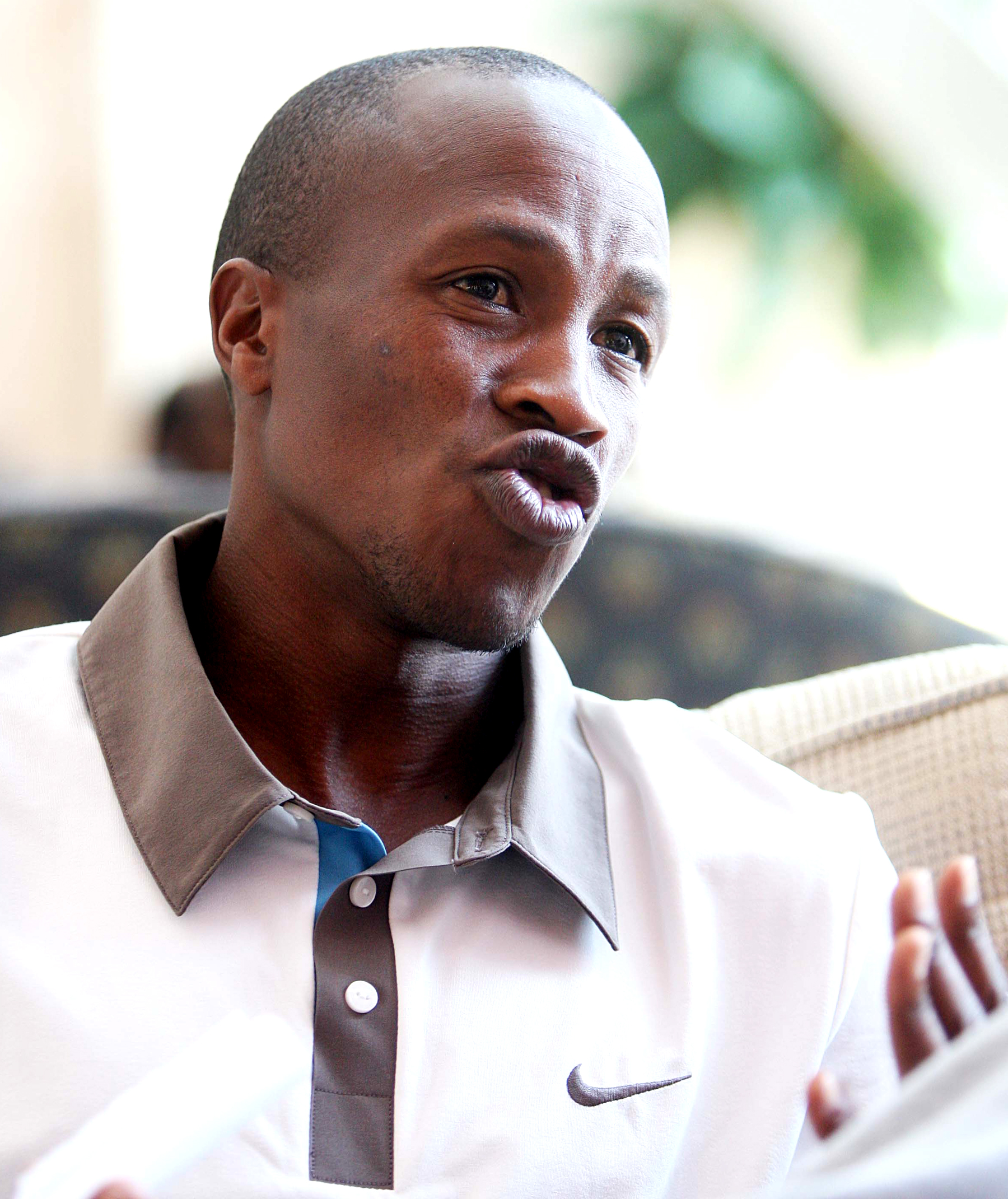
사이프 사에드 샤힌

사이프 사에드 샤힌 (1982년 10월 15일 ~ ) 아랍어: سيف سعيد شاهين)은 카타르의 육상 선수이다. 현 남자 3000m 장애물 경기 세계 기록을 보유하고 있다.
샤이프 사에드 샤힌은 2004년 3월 9일 벨기에 브뤼셀에서 열린 IAAF 그랑프리 남자 3000m 장애물 경기에서 세계 신기록을 작성했다. 이 기록은 아직도 바뀌지 않고 있다.